# 高橋知哉
高橋 知哉（たかはし ともや、1987年11月30日 - ）は、日本のプロボクサー・プロ格闘家。京都市北区出身。京都プロ格闘技団体BONECRASH代表、高橋格闘スポーツジム代表、京都格闘イベントプロデュース連盟（KKPF）代表。世界WBF(世界ボクシング連盟 World Boxing Federation）ヘビー級チャンピオン、世界WYBC（元日本ボクシング連盟会長山根明が立ち上げたプロボクシング新団体）ヘビー級チャンピオン、世界WNFC（ブラジルの団体プロボクシング世界タイトル）ヘビー級チャンピオン。

## 来歴
京都市北区出身。紫野小学校、嘉楽中学校、花園高校卒業。最強を追い求め喧嘩に明け暮れた青春時代を過ごす中で格闘技と出逢う。中学・高校時代はラグビー部に所属していた。
2009年、京都で格闘技団体「BONECRASH」を結成する。結成当初のメンバーは5人で、ジムもなく路上で練習していた。当時、駐車場で練習し騒いでいた為、警察に通報された事もある。
2014年、高橋25歳の時、京都市北区で高橋格闘スポーツジム（TKSG）をオープンする。
2015年時は、BONECRASHチームと高橋格闘スポーツジムのメンバーを合わせて60人程である。この年にWBF世界ヘビー級タイトル（プロボクシング）を獲得する。
2019年に行われるWBF・WNFC世界ヘビー級タイトルマッチ統一戦（プロボクシング）で元日本ボクシング連盟会長山根明にボクシングセンスを買われ、世界WYBCヘビー級タイトルマッチ（ワールド・ヤマネ・ボクシング・チャンピオンシップ）挑戦権を手にしWNFC（ブラジルのプロボクシング団体）世界ヘビー級チャンピオンダニエル・ハット（ブラジル）に判定の末2-0で高橋が勝利し王座を獲得した。

## 格闘ボクシングの開催

### 第1回目
2011年12月23日、最初の格闘ボクシング大会（大会名HONEORI1）を京都市中京区のクラブLAB.TRIBEで自主興行する。金網で囲われた3メートル四方のリングは世界でもっとも狭いリングである。観客動員数は200人。

### 第2回目
2013年6月24日、2回目の格闘ボクシング大会（大会名HONEORI2）をKBSホールで自主興行する。観客動員数は600人。

### 第3回目
2014年7月6日、3回目の格闘ボクシング大会（大会名HONEORI3）をKBSホールで自主興行する。観客動員数は800人。

### 第4回目
2015年12月20日、タイボクシング連盟認定の大会（WBF世界ヘビー級タイトルマッチ）がKBSホールで開催される。観客動員数は1100人。

## 過去の対戦

### ガーニ・フィリップ戦
2011年12月23日、HONEORI1でガーニ・フィリップ（カナダ）と対戦する。高橋の2RKO勝ち。

### イ・チョンス戦
2013年6月24日、 HONEORI2でプロの格闘家イ・チョンス（韓国、プロ戦歴7戦5勝）と対戦する。高橋の1RKO勝ち。

### ダニエル・ハット戦
2019年9月29日、山根明プロボクシング新団体（WYBC世界ヘビー級タイトルマッチ）。ダニエル・ハット（ブラジル、WNFC世界ヘビー級チャンピオン、戦歴35戦35勝28KO）と対戦する。高橋が2-0判定勝ちし日本人初プロボクシング三団体統一世界ヘビー級チャンピオンとなった。
2020年5月31日、山根明プロボクシング新団体（WYBC世界ヘビー級タイトルマッチ）。 高橋知哉初防衛戦無観客試合ダニエル・ハット（ブラジル、元WNFC世界ヘビー級チャンピオン、戦歴36戦35勝28KO）と対戦する。前回のハットとの対戦では、拳を骨折し判定勝ちだったが、今回は31秒KO勝ちの大会最速記録でWYBC世界ヘビー級タイトル初防衛に成功した。

## プロボクシング戦歴
```
 総試合数 : 7戦
 勝ち     : 7勝
 負け　   : 0敗
 KO勝ち   : 5KO
```

2014年7月6日、WSCS（タイボクシング格闘技連盟）世界ヘビー級タイトルマッチ前哨戦として、WSCSヘビー級ランキング3位のアレックス・オリベイラ（ブラジル）と対戦して2ラウンドKO勝ち、世界挑戦権を獲得。
2015年12月20日、KBSホールにてWSCS世界ヘビー級ランキング1位のラファエル・ティシェイラ・サントス（ブラジル）と対戦。規定の2ラウンドを戦って引き分けた後に延長ラウンドを行い、判定によりWSCS世界ヘビー級チャンピオンとなる。なお、この試合は高橋の経営するジムがスポンサーとなり、2016年1月24日深夜にテレビ放送された。
2017年8月13日、KBSホールにてWSCS認定のノンタイトル戦を行い、WSCS世界ヘビー級ランキング11位のミルトン（ブラジル）に1ラウンドKO勝ち。
2019年9月29日、KBSホールで元日本ボクシング連盟会長・山根明が興した新団体WYBC（ワールド・ヤマネ・ボクシング・チャンピオンシップ）において、WNFC（ワールド・ナックル・チャンピオンシップ）世界ヘビー級チャンピオンのダニエル・ハット（ブラジル）と対戦し、判定によりWSCS・WYBC・WNFC・3団体統一世界ヘビー級チャンピオンとなる。
2020年5月31日、KBSホールでWYBC世界ヘビー級タイトルマッチを行い、元WNFC世界ヘビー級チャンピオンのダニエル・ハットに1ラウンド31秒でKO勝ちし初防衛に成功した。
2024年1月、WBF（世界ボクシング基金）は高橋を世界ヘビー級チャンピオンに認定しベルトを送付した。これは2020年5月に行われたWYBC世界ヘビー級タイトルマッチで、高橋がWBF世界ヘビー級ランキング4位のダニエル・ハット（ブラジル）にKO勝ちしたことが認められたという。